# Lina Braake
Lina Braake ist eine Filmkomödie aus dem Jahr 1975. Das Regiedebüt von Bernhard Sinkel gehört zu den erfolgreichsten Produktionen des Neuen Deutschen Films. In den Hauptrollen sind Lina Carstens und Fritz Rasp zu sehen.

## Handlung
Lina Braake ist 81 Jahre alt. Sie lebt in einem Mietshaus, wo sie durch den Eigentümer ein lebenslanges Wohnrecht eingeräumt bekommen hat. Als dieser jedoch stirbt, werden seine Schulden mit dem Wert des Hauses aufgerechnet. Das Haus gehört jetzt der Bank. Die Bank beginnt mit der Sanierung des Hauses und bringt Lina Braake in ein Altenheim. Die alte Frau ist darüber erbost, weiß sich allerdings nicht zu helfen.
Im Altenheim lernt sie den 84-jährigen pensionierten Bankkaufmann Gustav Härtlein kennen, der wegen diverser Bankbetrügereien entmündigt ist und strafrechtlich nicht mehr zur Verantwortung gezogen werden kann. In ihm hat sie den richtigen Partner gefunden, um sich an der Bank zu rächen. Gustav kann Lina davon überzeugen, dass ein Landhaus auf Sardinien der viel bessere Platz für die letzten Lebensjahre sei. Es fehlt ihnen für die Realisierung des Traumes nur das nötige Geld. Aber hierzu hat Gustav eine Idee. Gemeinsam entwerfen sie einen Plan von Kreditbetrug an der Bank, der in seiner Umsetzung sogar gelingt. 
Das Geld des erschwindelten Kredits erhält ein sardischer Gastarbeiter, der damit das Haus auf Sardinien kauft, und Lina erhält dort lebenslanges Wohnrecht. Die Bank kommt ihr wenig später auf die Schliche und Lina Braake wird angeklagt, jedoch aufgrund ihres hohen Alters nicht mehr verurteilt. Die sardische Familie kann das Haus behalten und Lina Braake somit ihr Wohnrecht.

## Produktion
Für seinen ersten Kinofilm ging Bernhard Sinkel mit seiner Produktionsfirma eine Zusammenarbeit mit dem Westdeutschen Rundfunk ein. Die Dreharbeiten dauerten von September bis Oktober 1974. München, der Starnberger See und Sardinien dienten als Drehorte.
Im Rahmen des Internationalen Forums des Jungen Films an der Berlinale kam es am 30. Juni 1975 zur Uraufführung und zur Auszeichnung mit den Interfilm-Preis. Bei der Verleihung des Deutschen Filmpreises 1975 erhielt der Film als bester Spielfilm den Filmpreis in Silber und Lina Carstens als beste Darstellerin den Filmpreis in Gold.
Der reguläre Kinostart erfolgte am 11. Juli 1975. Den Untertitel Die Interessen der Bank können nicht die Interessen sein, die Lina Braake hat erhielt der Film mit den Filmplakaten. Durch den Erfolg an den Kinokassen verschob sich die Fernsehpremiere um ein halbes Jahr, die dann erst am 29. Juni 1976 in der ARD stattfand.
Mit Dinosaurier – Gegen uns seht ihr alt aus! kam es 2009 zu einer Neuverfilmung.

## Kritiken
„Mit skurrilem Humor, Witz und Fantasie erzählte und hervorragend gespielte Komödie, die sich für die Rechte alter Menschen stark macht.“

„Ich habe noch keinen Film gesehen, in dem der Gang, die Gestik, das Verweilen, die Ruhe und auch das wider die Hinfälligkeit des Alters durchgehaltene Standvermögen der Schauspieler mich so sehr beeindruckt und mir eine neue Erfahrung von der Bewegung alter Menschen vermittelt hätten – wie jetzt ‚Lina Braake‘. Es gibt eine Grazie, die Würde ist, abgerungen dem leiblichen Verfall. Das kann, besonders junge Menschen, die so was noch nicht an sich erfahren haben, hinreißen, begeistern, übrigens auch ermutigen, den aufrechten Gang, Selbstbewußtsein, Mut und Witz für sich zu bewahren oder erst zu entwickeln. Nicht einschüchtern lassen – wenn es nur das wäre, was diese Komödie vermittelt, es wäre schon viel.“

Der Film erhielt von der Filmbewertungsstelle Wiesbaden das Prädikat „Besonders Wertvoll“. In der Begründung heißt es im FBW-Gutachten wie folgt:

„Der Film beginnt nahezu als Dokumentation: er zeigt das Milieu eines Altersheims im Blick auf eine vorstellbare Wirklichkeit genau, doch nicht ohne Überzogenheit, die in die Bereiche der Karikatur zielen. […]. Der Film lebt weiterhin von einem amüsanten Einfall, der ihn in die Gegend einer Gaunerkomödie bringt, die hier sehr moderiert, aber psychologisch nicht unglaubwürdig dargeboten wird. Dies ist entscheidend das Verdienst der beiden Hauptakteure Lina Carstens und Fritz Rasp, die sich nie in eine wie auch immer geartete schauspielerische Allüre versteigen, die ihnen das Alter überläßt.“